# Sabang Barat
Sabang Barat is een bestuurslaag in het regentschap Natuna van de provincie Riau-archipel, Indonesië. Sabang Barat telt 2567 inwoners (volkstelling 2010).